# أليكس كوري
أليكس كوري هو لاعب هوكي الجليد كندي، ولد في 11 ديسمبر 1891 في أوتاوا في كندا، وتوفي في 4 أكتوبر 1951.